# Vittorio Wezel
Vittorio Wezel (Engels: Br'er Weasel) is een Disney-personage. Hij is een van de vaste bewoners van het Duckstadse Bos.
Vittorio Wezel kwam nog niet voor in de Disney-film Song of the South (1946). Wel maakte hij snel na het uitkomen van deze film zijn opwachting in de krantenstrips. Het personage is net als de meeste andere bosbewoners oorspronkelijk gebaseerd op de karakters in Uncle Remus van Joel Chandler Harris (1880). 

## Rol in de verhalen
Vittorio profileert zich in de meeste verhalen als een tamelijk gewiekste slechterik. Samen met Midas Wolf, Meneer Beer, Barend Buizerd en Rein Vos is hij een trouw lid van de Booswichtenclub. Hij werkt mee aan veel slechte plannen, maar opereert soms ook alleen. Als hij werkt met de rest van de Booswichtenclub mislukt het plan meestal door de stommiteiten van met name Meneer Beer. Als Vittorio alleen werkt lukken zijn plannen meestal wel in eerste instantie. 
Vittorio heeft het vaak aan de stok met de Sheriff van het Duckstadse Bos, die hem probeert te berechten en gevangen te zetten. Tevens ligt het gevoelig tussen hem en koning Leeuw, die hem vaak aan het werk probeert te zetten.